# Mislinjska dolina
Mislinjska dolina je predalpska dolina v porečju reke Mislinje v severovzhodni Sloveniji.
Mislinjska dolina se iz Mislinjskega grabna v zgornjem delu med Pohorjem in vzhodnimi Karavankami razširi v osrednjem delu v Slovenjgraško kotlino. Dolina poteka pod obronki Uršlje gore na zahodni in Pohorja na vzhodni strani. Razmejuje Štajersko in Koroško.
Največji občini v dolini sta Slovenj Gradec in Mislinja.

## Zgodovina
V antiki je po dolini potekla cesta Celeia - Colatio - Virunum, ki je ostala pomembna povezava tudi v srednjem veku. Današnja magistralna cesta je speljana po zahodni terasi reke Mislinje.
Odkar so leta 1968 opustili in nato podrli železniško progo med Velenje in Otiškim Vrhom povezuje Savinjsko, Mežiško in Dravsko dolino  le magistralna cesta Velenje - Dravograd, ki doseže na mislinjskem klancu imenovanim Šentlenart vrh višino 600 mnm.